# Tessella apiola
Tessella apiola är en fjärilsart som beskrevs av Druce 1899. Tessella apiola ingår i släktet Tessella och familjen björnspinnare. Inga underarter finns listade i Catalogue of Life.